# Marathrum oxycarpum
Marathrum oxycarpum là một loài thực vật có hoa trong họ Podostemaceae. Loài này được Tul. mô tả khoa học đầu tiên năm 1849.